# Райхскомісаріат Україна
Райхскомісаріа́т Украї́на (нім. Reichskommissariat Ukraine) — адміністративно-територіальна одиниця німецького цивільного управління, яка існувала в роки Другої світової війни на частині української етнічної території — частині території сучасної України і південних областей Білорусі. Існувала за часів нацистської окупації (Третій Рейх) УРСР у період з 1941 по 1944 рр. Райхскомісаріат Україна утворено за наказом А. Гітлера 20 серпня 1941 року. Райхскомісаром України в тому ж наказі фюрер призначив гауляйтера і верховного президента Східної Пруссії Е. Коха, а центром Райхскомісаріату визначив місто Рівне. Підпорядковувався Міністерству окупованих східних територій у Берліні (Німеччина) на чолі з рейхсміністром А.. Розенбергом. В адміністративному статусі існував з 20 серпня 1941 року по 15 листопада 1944 року, як територіальна одиниця — із 1 вересня 1941 року до кінця квітня 1944 року

## Становлення
Райхскомісаріат Україна був одним з 5 Райхскомісаріатів, що мали бути створені на європейській частині території СРСР за планом Альфреда Розенберґа, якому 20 квітня 1941 Гітлер доручив підготувати план політичної перебудови СРСР після його окупації німецькими військами. На заході Райхскомісаріат межував з Генеральною губернією і «Великою Румунією», на північному заході — з округою Білосток і Райхскомісаріатом Остланд. Інші межі мали бути встановлені у разі остаточної перемоги Німеччини у війні з Радянським Союзом: на сході — з Райхскомісаріатом Туркестан, на півдні — з Райхскомісаріатом Кавказ, а на північному сході — з Райхскомісаріатом Московія. Райхскомісаріат Україна мав становити незалежний від Росії край з українським (бодай тимчасовим) урядом, але з забезпеченням німецького контролю у політичній, військовій та економічній сферах. 17 липня 1941 Гітлер призначив Розенберґа міністром окупованих територій Східної Європи, однак не вважав за відповідне створити український уряд. Для того, щоби послабити прагнення до незалежності, він виділив з планованого Райхскомісаріату Галичину в дистрикт (який було приєднано до т. зв. Генеральної Губернії), Північну Буковину і так зв. Трансністрію (їх передано до Румунії), а центром став не Київ, а місто Рівне. Карпатську Україну окупувала Угорщина за згоди Гітлера ще у березні 1939 р.
Райхскомісаріат Україна було проголошено 1 вересня 1941 р. Він охоплював Волинь, Полісся, Правобережжя і частину Полтавщини; при дальшому просуванні німецьких військ 2 вересня 1942 було приєднано решту Полтавщини й Запорізької области (решта Лівобережжя залишалася під військовою владою). Територія Райхскомісаріату охоплювала 339 275 км² з бл. 17 млн населення.
Міністр окупованих земель на Сході А. Розенберґ пропонував включити до Райхскомісаріату частину російської етнічної території як компенсацію за Галичину, яка увійшла під назвою дистрикт «Галичина» до польської Генеральної Губернії, і щоб ослабити можливі політичні амбіції українців.
Окупаційний режим у Райхскомісаріаті передбачав використання певних елементів, які мали надати йому національного забарвлення — визнання української мови як офіційної нарівні з німецькою, запровадження карбованця, утворення української допоміжної поліції тощо. Деякі українські націоналістичні діячі сприйняли утворення Райхскомісаріату як крок до утворення української держави під протекторатом Німеччини. Насправді концепція Райхскомісаріату трактувала Україну виключно як географічну область, а не як політичне чи національне утворення. Для підкреслення цього факту Еріх Кох вибрав центром Райхскомісаріату не Київ, а провінційне місто Рівне. У післявоєнний час планувалося приєднати Райхскомісаріат до території Третього Рейху.

## Адміністративна система

### Особливості управління

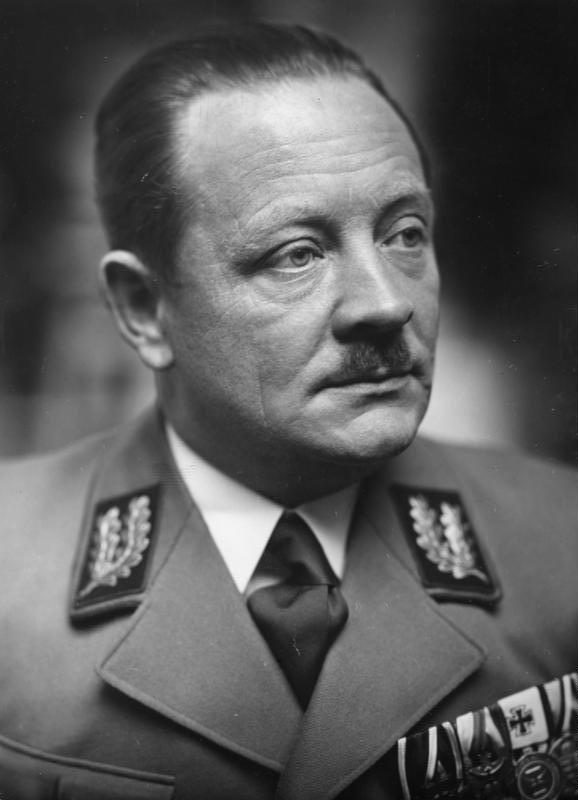
Райхскомісар України Еріх Кох

Хоч Райхскомісаріат мав бути залежний від німецького Міністерства Сходу, на практиці влада була зосереджена в руках Еріха Коха, якого Гітлер без узгодження з Розенберґом призначив Райхскомісаром України (спочатку пропонувався А. Розенберґом на посаду Райхскомісара Росії, де окупаційний режим мав бути жорстокішим, ніж на інших територіях). Кох був безоглядним адміністратором і впроваджував у життя нігілістичну концепцію Гітлера супроти слов'ян, за якою на Сході всі питання найкраще вирішувати з позицій сили. Кох був лише формально підпорядкований Розенберґові; завдяки добрим зв'язкам з секретарем Гітлера Мартіном Борманом Кох нейтралізував більшість розпоряджень Розенберґа, з якими він не погоджувався. До відоміших осіб у Райхскомісаріаті належали заступник і однодумець Коха Пауль Дарґель і їхній опонент Альфред Фрауенфельд, генералкомісар Генеральної округи Крим (частина Таврії) (нім. Generalbezirk Krim (Teilbezirk Taurien)).
З-під влади Міністерства Сходу була відокремлена низка сфер: поліція була підпорядкована Г. Гіммлерові, заготівля сировини та велика промисловість Г. Ґерінґові як уповноваженому чотирилітнього економічного плану, мобілізація робочої сили на працю в Німеччині Ф. Завкелеві, осередки пропаганди — Й. Ґеббельсові, транспорт і зв'язок — відповідним міністерствам у Берліні.

### Поділ

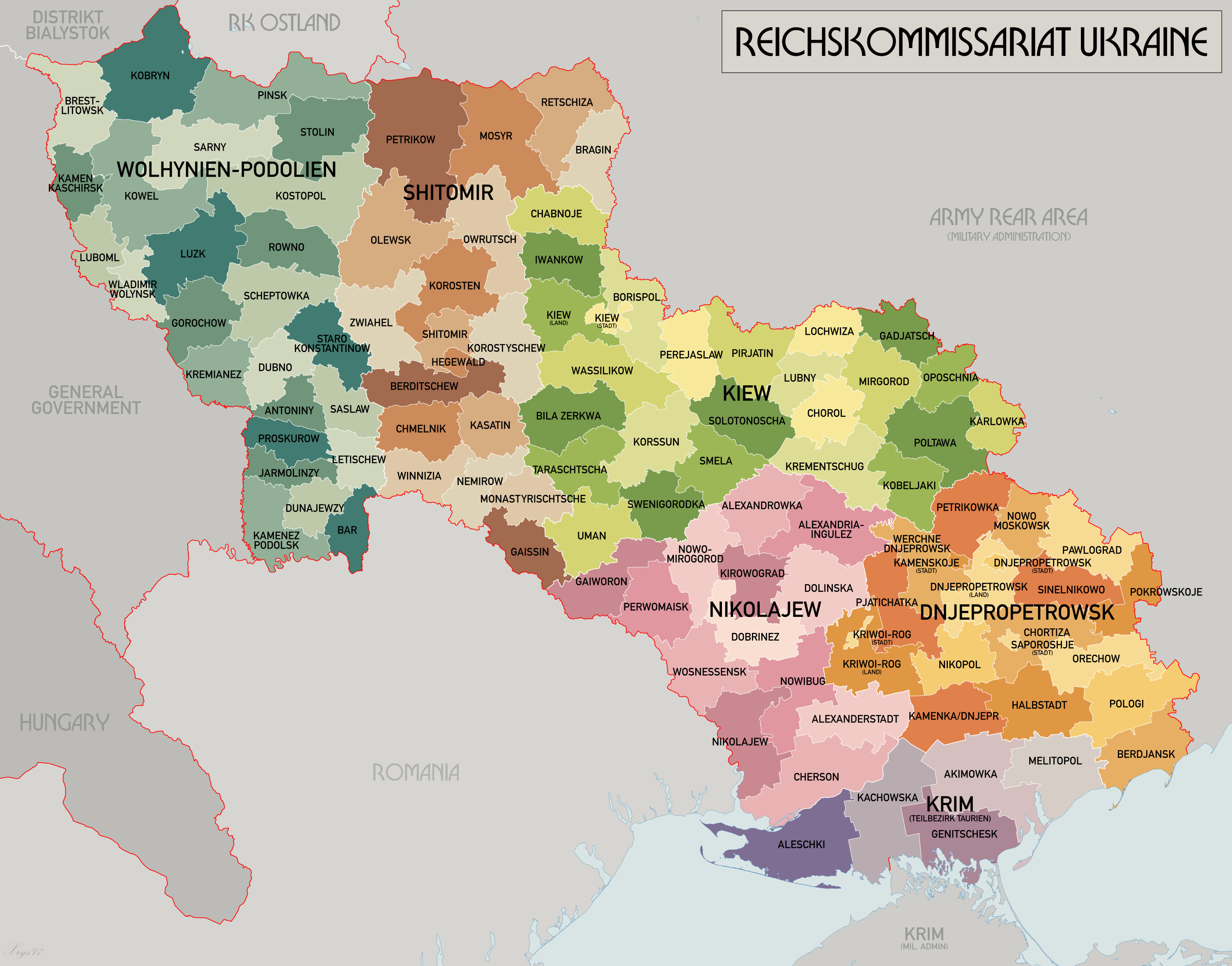
Райхскомісаріат Україна. Адміністративний поділ

Територію Райхскомісаріату Україна було поділено на генеральні округи (нім. Generalbezirke), неофіційна назва — «генерал-комісаріати», округи (нім. Kreisgebiet/Gebiet), неофіційна назва — «гебітскомісаріати», та райони, причому радянський поділ на райони було майже повністю збережено. Максимальних своїх розмірів Райхскомісаріат Україна досяг 1 вересня 1942 і перебував у цих межах до 1 вересня 1943, до початку оголошення евакуації німецьких цивільних установ із лівобережної частини України. У цей період Райхскомісаріат Україна займав площу 339 275,83 км², на якій на 1 січня 1943 проживало більш ніж 16,9 млн людей.
Райхскомісаріат Україна мав 6 генеральних округ — Волині та Поділля, Житомирську, Київську, Дніпропетровську, Миколаївську та Криму (частина Таврії), які на 1 січня 1943 року ділилися на 114 округ, котрі налічували разом 433 райони. Попередньо Райхскомісаріат Україна мав складатися з 14 генеральних округ і охоплювати етнічні землі України, які не відійшли до Генеральної Губернії і Румунії, та південні й південно-західні області Росії. Крім названих 6-ти фактично створених генеральних округ, планувалося утворити ще Воронезьку, Ростовську, Саратовську, Сталінградську, Харківську, Юзівську (Юзівка — нині Донецьк), Чернігівську генеральні округи та Генеральну округу німців Поволжя.
Адміністративні одиниці — генеральну округу, округу і район — очолювали відповідно: генеральний комісар (генералкомісар), окружний комісар (гебітскомісар), голова району. У великих містах, що прирівнювалися до округи (Дніпродзержинськ, Дніпропетровськ, Запоріжжя, Київ і Кривий Ріг), управління здійснював міський комісар (штадткомісар). Найнижчою ланкою в сільській місцевості були сільські громади, у містах без поділу на райони — міські громади, а в містах із поділом на райони — міські районні громади. Органами управління найнижчих ланок були відповідно сільські управи на чолі зі старостою, міські управи на чолі з бургомістром і міські районні управи на чолі з головою.
Представники німецької влади займали посади генеральних, окружних і міських комісарів. Місцеве, т. зв. допоміжне, управління починалося з районного рівня. У великих і малих містах органами місцевого управління були міські управи, на чолі яких у містах із поділом на райони стояв голова, а у містах без поділу на райони — бургомістр. У тому випадку, якщо місто або містечко було місцем перебування генерального комісара або окружного комісара, то посаду бургомістра займав представник німецької влади.

### Вище керівництво
Райхскомісар України (одночасно за сумісництвом Гауляйтер НСДАП в Східній Пруссії) — Еріх Кох.
Генеральні округи очолювали такі генеральні комісари:
- Генеральну округу Волині та Поділля — обергруппенфюрер СА Гайнріх Шьоне (Heinrich Schoene);
- Житомирську генеральну округу — державний президент міста Мюнстер Курт Клемм (Kurt Klemm), із 28 жовтня 1942 — заст. гауляйтера гау Райнпфальц (Gau Rheinpfalz), бригадефюрер СС Ернст-Людвіґ Лайзер (Ernst Ludwig Leyser);
- Київську генеральну округу — в. о. генералкомісара бригадефюрер СА Гельмут Квіцрау (Helmut Quitzrau), із 11 лютого 1942 — оберфюрер СА Вальдемар Магунія (Waldemar Magunia);
- Дніпропетровську генеральну округу — оберфюрер СС Клаус Зельцнер (Claus Selzner);
- Миколаївську генеральну округу — группенфюрер Націонал-соціалістичного авіакорпусу, оберстлейтенант резерву Евальд Опперман (Ewald Oppermann);
- Генеральну округу Криму (частина Таврії) — колишній гауляйтер Відня Альфред-Едуард Фрауенфельд (Alfred Eduard Frauenfeld)[2].

## Політичний режим
Політику, яка проводилася на території Райхскомісаріату Україна німецьким цивільним управлінням, коротко можна викласти кількома характерними цитатами із заяв Райхскомісара України Е. Коха: 

1. Німецький народ — це народ господарів;
2. Східні народи, як українці, так і всі інші, призначені слугувати своїм природним господарям;
3. Експлуатація Сходу є правом і обов'язком Німеччини;
4. Повне оволодіння завойованим Сходом вимагає знищення прошарку місцевої інтелігенції та всіх елементів, які становлять потенційну загрозу німецькому пануванню, будь то росіяни, українці або євреї.

Українцям же щодо їхнього майбутнього лише обіцялося, що доля їх та їхньої країни буде вирішуватися після війни фюрером, зважаючи на наслідки двадцятирічного панування більшовизму, загальну ситуацію і відношення самих українців.
У Райхскомісаріаті Україна було встановлено режим расового, політичного і поліційного терору. 
Райхскомісар України Еріх Кох називав українців «расово нижчими», вважаючи їх мало відмінними від тварин і влаштовував полювання на них у спеціальних резерваціях.
Протягом 1941 — початку 1942 років знищувалося все єврейське населення, яке проживало в Райхскомісаріаті Україна. У грудні 1941 заборонено діяльність представницького органу українців — Української національної ради в Києві, 1942 — діяльність Академії наук, вищих навчальних закладів, закрито школи, окрім 4-річних початкових. У церковному питанні німецька адміністрація не бажала посилення ні Української автокефальної православної церкви, ні Української автономної православної церкви, граючи на антагонізмі між цими церквами.

## Право

Українські жандарми зі 116-го жандармського батальйону нагороджені «за відмінну роботу в Києві» поїздкою на відпочинок до Німеччини (1943)

У Райхскомісаріаті було скасовано радянське кримінальне право і введено німецьке. У цивільних процесах застосовувалися німецькі юридичні норми, однак користалися також звичаєвим правом і розпорядженнями німецької влади. Так, існувало як німецьке, так і так зване «власнокрайове» судівництво. В осідках тен. комісарів діяли німецькі суди, які були судами першої інстанції у кримінальних і цивільних справах, якщо до них були причетні німецькі громадяни або німці за походженням (т. зв. Volksdeutsche). У Рівному засідав німецький Верховний Суд (Deutsches Obergericht). До кожного німецького суду був прикріплений так званий «спеціальний суд», який складався з одного судді і двох засідателів (останні могли не мати правничої освіти), що розглядав справи, які «загрожували інтересам Рейху» (наприклад, напад на представників влади, вбивство «рейхсдойчів» тощо — провини, за які за статутами передбачена смертна кара). Так само, як у випадку німецького Верховного Суду, на вирок «спеціальних судів» не було відклику. В обставинах безпосередньої загрози безпеки й порядку провини, «що загрожували інтересам Рейху», могли судитися «становими судами» (Standesgerichte). Їх скликав генералкомісар або його представники. Їх вирок після затвердження генералкомісаром був невідкличний.
Щойно (через зволікання Коха) навесні 1942 р. введено для ненімецького населення власне «крайове судівництво» для цивільних і меншої ваги карних справ (важливіші з них розглядали німецький суд). Численні справи вирішував ґебітскомісар адміністративним шляхом. Назагал незначне число трибуналів, приступних ненімецькому населенню Райхскомісаріату Україна, не давало достатньої юридичної опіки, особливо сільському населенню. Зрештою, винищувальна політика Коха і Гімлера не в'язалася чинними нормами в Райхскомісаріаті Україна.
Не з'ясоване було право власності. Формально німецька влада, скасувавши радянське законодавство, відстоювала концепцію приватної власності на землю і критикувала колгоспну систему, однак у Райхскомісаріаті Україна її було в основному залишено (на думку Коха і німецького Міністерства прохарчування ця система була зручніша для експлуатації українських селян на користь Німеччини). Тільки після німецької поразки під Сталінградом Розенберґ запропонував реприватизацію колгоспної землі (статут 3. 6. 1943), але вона була значною мірою бойкотована Кохом і обмежена завдяки активності партизанів та постійному відступу німецьких військ, так що ледве бл. 10 % землі, призначеної до розподілу, було фактично розділено селянам. Промисловість і торгівля мали служити насамперед чотирирічному економічному планові, затверджуваному Ґерінґом. Остаточне вирішення права власності промислових та торгових об'єктів мало бути ухвалене після війни. Доти вони вважалися в засаді націоналізованими. Промислові об'єкти передано під тимчасове правління різних німецьких підприємців і фірм (т. зв. «тройгандфервальтунґ») та створено ряд монополістичних німецьких торгових фірм, яким належала заготівля продуктів для потреб Німеччини й розподіл споживчих товарів для частини зайнятого населення Райхскомісаріату Україна. Єдиним винятком була українська кооперативна організація Вукопспілка, що її з практичних міркувань залишено в українських руках, хоч понадрайонову організаційну структуру її наприкінці 1942 р. перетворено на німецьку торгову інституцію.

## Економіка
У Райхскомісаріаті Україна було встановлено режим економічної експлуатації не тільки трудових ресурсів цієї території, а і її природних багатств. Починаючи із січня 1942, потягнулися з Райхскомісаріату Україна перші транспорти з примусовими робітниками (переважно молоддю), яких вивозили на роботу до Німеччини. На селі було збережено колгоспи, котрі лише змінили назви на «громадські господарства». Нідерландський історик Карел Беркгоф у дослідженні «Жнива розпачу: Життя і смерть в Україні під нацистською владою» аргументовано стверджує, що під час окупації рівень життя селян був дещо вищий, ніж до війни. Згідно озвучених щодо України, за каденції Гітлера, загальних європейських економічних планів:
|  | «Якщо Україною керувати європейськими методами, то з неї можливо вичавити в три рази більше. Ми могли б необмежено забезпечувати Європу тим що там виробляється. Схід має все у великих кількостях: залізо, вугілля, нафту і землю, на якій можна вирощувати все чого потребує Європа» |

## Фінансова система
Певний період нарівні з рейхсмаркою в обігу перебували окупаційні гроші Райхскомісаріату «Україна» в карбованцях за курсом 1 марка = 10 крб.
Грошові знаки друкувалися Центральним Емісійним Банком України в місті Рівне, починаючи з березня 1942 року, номіналами від 1 до 500 крб. Були в обігу лише на окупованій німцями території України паралельно з рейхс- та окупаційними марками. На території генерал-губернаторства (Польща) та Рейху не визнавалися. Наприкінці 1944 року відбулось повне вигнання нацистських окупантів з території України, і відповідно німецькі банкноти припинили свій обіг.

## Освіта
Робилося все можливе, щоб не допустити перетворення місць культури в осередки національної ідеї. Німецька окупаційна влада закрила населенню окупованої України шлях до освіти. Гітлер був переконаний в тому, що було б великою помилкою дати змогу українцям здобувати знання. Він відкидав навіть можливість відкриття в Києві університету. «Краще не вчити їх навіть читати», — говорив він. «Російський простір — це для нас Індія. Як і англійці, ми правитимемо в цій імперії жменькою людей», — продовжував свою думку фюрер. Вище керівництво рейху вважало, що початкової освіти для українців більш, ніж досить.
Райхскомісар Е. Кох дозволив відкрити тільки початкові 4-річні школи для дітей віком від 9 до 12 років. З виповненням 14 років українську молодь відправляли на примусову працю до Німеччини.

### Пограбування
Величезних масштабів набуло пограбування окупантами мистецьких та історичних цінностей українського народу, відчутних втрат зазнали історичні та краєзнавчі музеї, бібліотеки, картинні галереї. З України вивезено понад 330 тис. цінних музейних експонатів.

Пропагандистський плакат «Гітлер Визволитель»

Від рук гітлерівських окупантів знищення і плюндрування зазнала величезна кількість закладів культури України. Відповідно до спеціальної директиви рейхміністра східних територій Розенберга для вивезення культурних цінностей з окупованих територій було створено спеціальні робочі групи «Україна», які розміщувалися у місті Києві і при міністерстві закордонних справ — батальйон СС спеціального призначення. Окупанти зруйнували 151 музей, вивезли з них близько 40 тис. найцінніших експонатів. Був пограбований культурно-історичний заповідник Києво-Печерська лавра. Вивезені унікальна колекція зброї часів Запорозької Січі, нумізматична колекція, стародавні рукописи, золоті та срібні вироби і прикраси. Вони ешелонами вивозили до Німеччини цінне наукове обладнання, унікальні колекції, твори образотворчого мистецтва тощо. Частина художніх культурних цінностей після війни була повернута в СРСР, але залишена в музеях Москви й Ленінграда (тепер Санкт-Петербург).
Населення рейхкомісаріату з самого початку німецької окупації було позбавлене будь-яких можливостей національного духовного життя. На цій території німецька влада проводила відверту антиукраїнську політику, в тому числі й на культурно-освітньому фронті. Рейх-міністр східних територій Розенберг наказав «узяти під охорону» культурні цінності окупованих територій Сходу. Цим наказом започатковано систематичне пограбування духовних надбань українського народу. Окупаційною владою було закрито наукові установи, бібліотеки, музеї й театри. Усі 115 друкованих періодичних видань, які виходили в рейхкомісаріаті, підлягали німецькій цензурі. З дозволу окупаційної влади активізувалося релігійне життя. Однак церковна діяльність також перебувала під їхнім пильним оком.

### Переслідування інтелігенції
Розуміючи провідну роль інтелігенції у відродженні культурно-національного життя, окупанти з особливою насторогою ставились до неї. Гітлер наполягав на тому, щоб «знищити більшу частину української інтелігенції». Багато її представників було ув'язнено, відправлено в концтабори, де основна її частина загинула.
Перший удар нацисти завдали 13 грудня 1941 p., коли айнзацкоманда СД заарештувала велику групу національно свідомої інтелігенції та працівників культури — І. Рогача, Т. Олійника та ін. 21 лютого 1942 р. окупанти розстріляли у Києві в Бабиному Яру за націоналістичну діяльність поетесу Олену Телігу. Одночасно з нею були розстріляні поет і І. Ірлявський, журналіст В. Кошик. У німецькому концентраційному таборі Заксенгаузен був закатований Олег Кандиба-Ольжич — поет, вчений, один із провідних діячів Організації українських націоналістів.
У 1942—1943 pp., на виконання вказівки «зверху», були розстріляні поети Є. Фомін, М. Пронченко, драматург Н. Гупал. Тисячі вчених, лікарів, учителів, представників художньої інтелігенції загинули від голодної смерті, нестерпних умов життя. Німецька влада намагалася не просто фізично знищити українську інтелігенцію, а прагнула позбавити людей гідності, відчуття національної належності й почуття національної гордості.
Політика фізичного та ідеологічного терору гітлерівців на культурному фронті зводилась до того, щоб зупинити її розвиток, знищити духовні скарби, позбавити український народ можливості користуватися її здобутками.

### Театр
Життя обох київських театрів, ім. Садовського під керівництвом М. Тинського та ім. Затиркевич-Карпинської під керівництвом Ю. Григоренка, відкритих у жовтні 1941 р., було більше, ніж короткочасним. Вони проіснували тільки до прем'єр і були закриті. Згодом, у квітні 1942 p., було закрито і київську оперу, після чого театральне життя в Києві зовсім припинилось. Спроба Г. Затворницького, П. Коваленка та В. Ревуцького оживити культурне буття киян через театр-студію «Гроно» закінчилося тим, що в липні 1943 р. новостворений творчий колектив було вислано до Німеччини.

### Преса
В умовах німецької окупації в Києві почали виходити щоденна газета «Українське слово», літературний журнал «Літаври». Книжки українською мовою не виходили фактично на всій території України. Намагання організувати українські видавництва з самого початку присікалися німецькою адміністрацією. Так було зі спробою О. Теліги, І. Рогача, О. Чемеринського та інших організувати у Києві видавництво, з намаганням Уласа Самчука й Івана Тиктора започаткувати українське видавництво в Луцьку. Контрольовані німецькою владою україномовні газети населення стало справедливо називати «німецькими газетами з українським шрифтом».
Аналізуючи стан видання газет і журналів, використання української мови в діловодстві, як наслідок політики окупаційної адміністрації, зокрема Е. Коха, нідерландський історик Карел Беркгоф у дослідженні «Жнива розпачу: Життя і смерть в Україні під нацистською владою» зазначає, що «ця місцина ще ніколи не бачила такої ґрунтовної та успішної українізації» (с.198).

## Національне питання
Питання остаточних легальних форм Райхскомісаріату Україна та правового статусу його мешканців Гітлер залишив неясними. Національні почування українців у Райхскомісаріаті «Україна» мали підтримуватись настільки, наскільки така політика ділила українців та росіян, усуваючи небезпеку спільного протинімецького фронту. Це були головні мотиви, наприклад, для введення в Райхскомісаріат Україна, поряд з німецькою урядовою мовою української з винятком російської; карбованця замість рубля тощо. Поза тим нацистська політика ослаблювала та сповільнювала ті потенційні чинники національної свідомості, які могли стати важливим елементом у змаганнях до незалежності взагалі. Це виявлялося в обмеженні загальної освіти до чотирьох класів народної школи, скорочення вищих щаблів освіти до вузько спеціалізованих практичних фахів, придушення виявів культурної ініціативи українського населення (наприклад, «Просвіт», видавничого руху), закриття наукових установ, бібліотек і музеїв та їх пограбування, зниження рівня преси (її видавали німці), театрів тощо. Ослаблення населення з біологічного погляду велося виморенням голодом, обмеженням санітарно-медичної обслуги, нелюдською поведінкою з вивезеними до Німеччини українськими робітниками (приблизно 1,5 млн) і радянськими військовополоненими та масовими екзекуціями різних груп населення за фактичну чи уявну підтримку руху опору.
Жорстокий окупаційний режим призвів до різкого посилення антинімецьких настроїв в Україні. Одним із безпосередніх наслідків стало розгортання на території Райхскомісаріату радянського партизанського та українського націоналістичного повстанського рухів. Повстанські й партизанські загони контролювали значну частину території Райхскомісаріату і перешкоджали постачанню техніки й харчів для німецьких військ. Окремі керівники нацистської партії мали намір віддати Е. Коха під партійний суд за розладнання надійного тилу, відсутність якого стала однією з головних причин поразки німецьких військ на Східному фронті. Після зайняття Радянською армією українських територій «Райхскомісаріат Україна» було офіційно ліквідовано 10 листопада 1944.
На території Райхскомісаріату з 1942 року вели визвольну боротьбу проти окупантів загони Української Повстанської Армії

## Значення
Фактично Райхскомісаріат Україна являв собою колонію, яка входила до обсягу німецького «життєвого простору». Він був позбавлений міжнародного й автономного статусу. У повоєнний час Райхскомісаріат мав бути з'єднаний з територією Третього Рейху і більшість українців (непридатних до германізації) мали бути виселені за Урал, щоб звільнити місце для німецьких колоністів.

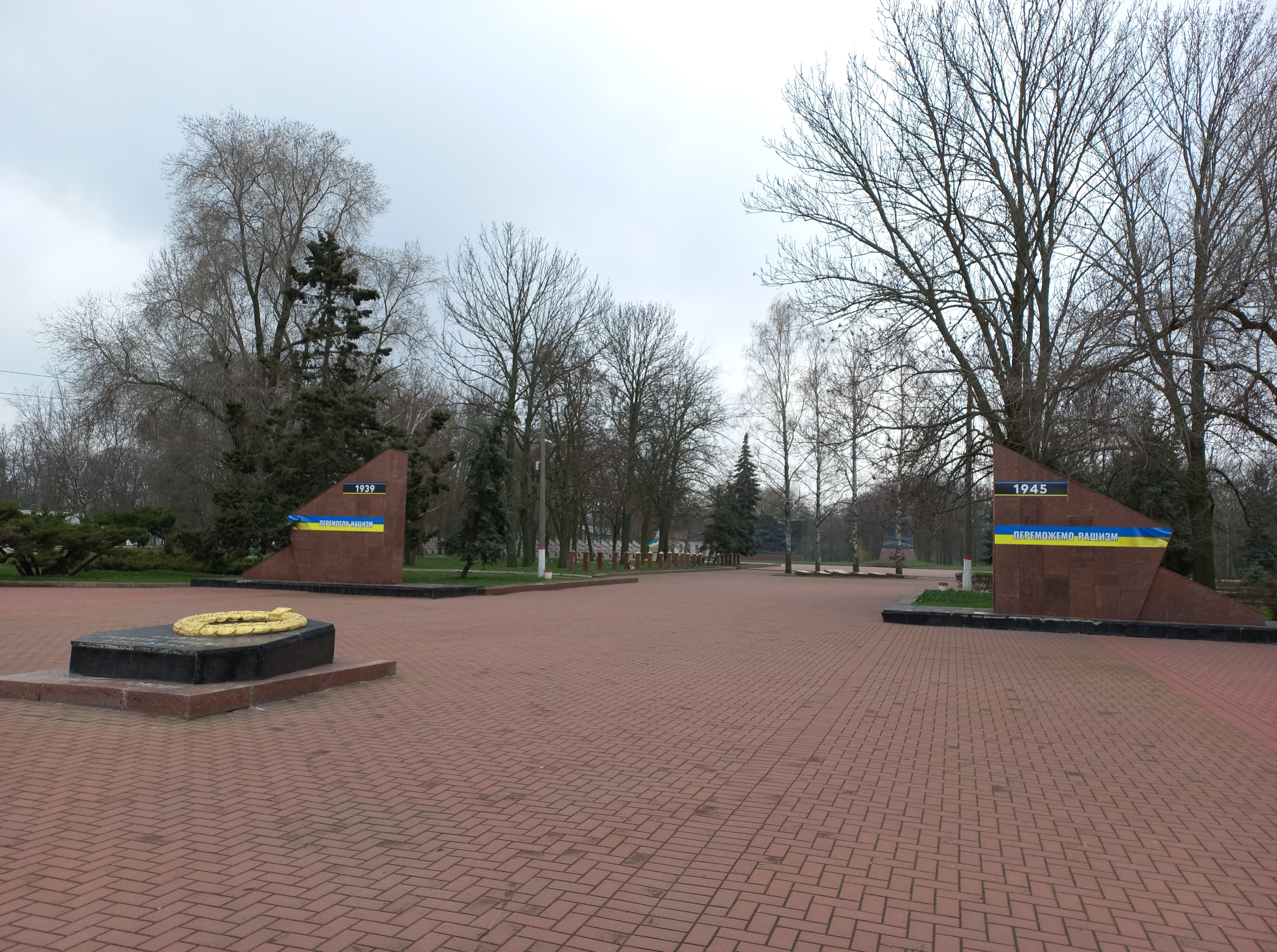
Вхід до Пантеону Вічної Слави всередині Фортеці Святої Єлисавети у м. Кропивницький. Одне з найбільших в Україні поховань жертв нацистської окупації

Через поразку Третього Рейху на Східному фронті Райхскомісаріат Україна було офіційно ліквідовано 10 листопада 1944 р. Найбільшими концтаборами на території України в часи окупації були Дарницький, Шталаг 358 та Хорольська яма.

## Персоналії
- Багазій Володимир Пантелеймонович
- Крамаренко Олексій Іванович
- Оглоблин Олександр Петрович
- Самчук Улас Олексійович
- Семененко Олександр Платонович
- Форостівський Леонтій Іванович
- Штепа Костянтин Теодосійович